# Крисп (апостол від 70)
Крисп — апостол від сімдесяти, учень апостола Павла. Згідно з Діяннями святих апостолів Крисп до навернення в християнство був начальником синагоги в місті Коринфі. Про його навернення до Христа Діяння оповідають так:
| Після цього Павло, залишивши Афіни, прийшов у Коринф ... Під всяку ж суботу він говорив у синагозі, переконуючи юдеїв та греків ... Але оскільки вони опиралися і злословили, то він, отрясші одежу свою та промовив до них: Ваша кров на ваших; я чистий відтепер йду до поган ... Крисп, начальник синагоги, увірував у Господа з усім домом своїм, і багато з коринтян, почувши, увірували і хрестилися Дії 18:1-8 |
Крисп залишався вірним учнем апостола Павла і був ним поставлений єпископом у місті Егіна (поблизу Афін). В Четьї-мінеї Димитрія Ростовського про Криспа сказано так: «бисть єпископ до Егіна острові, прилеглим Пелопонісу між морями Егейським і Іонійским».
Якою смертю (природною чи мученицькою) і де помер апостол Крисп відомостей не збереглося. У православній церкві немає особливого дня пам'яті апостола Криспа і він згадується в соборі апостолів від сімдесяти 17 січня (4 січня за старим стилем). У церковній службі, яку здійснюють цього дня, він називається «боговидим світильником». У католицькій церкві пам'ять апостола Криспа відзначають 4 жовтня.